# وضعیت تملک
وضعیت تملک (لهستانی: Stan posiadania) یک فیلم درام لهستانی به کارگردانی کشیشتف زانوسی است که در سال ۱۹۸۹ منتشر شد. این فیلم در شانزدهمین دورهٔ جشنواره بین‌المللی فیلم مسکو به نمایش درآمد.

## گزیدهٔ بازیگران
- کریستیانا یاندا
- آرتور ژمیفسکی
- مایا کوموروفسکا
- آندژی واپیتسکی
- آرتور بارچیش
- تادئوش برادتسکی